# P. J. O'Rourke
Pour les articles homonymes, voir O'Rourke.
Patrick Jake O'Rourke est un écrivain et journaliste américain, né à Toledo (Ohio) le 14 novembre 1947 et mort à Sharon (New Hampshire) le 15 février 2022.